# عبد القادر أحمد الحداد
عبد القادر أحمد حدَّاد  (1365- 1409 هـ / 1945- 1988 م) شاعر وكاتب سوري ومدرِّس للعربية، له مؤلفاتٌ ودواوينُ شعرية عديدة. وهو عضو رابطة الأدب الإسلامي العالمية، وهو غير عبد القادر موسى حدَّاد.

## سيرته
وُلد عبد القادر بن أحمد حدَّاد في مدينة حماة سنة 1365هـ/ 1945م، ونشأ بها في عائلة ملتزمة متوسطة الحال، وشقيقه هو الشاعر عبد الغني حدَّاد. تلقَّى تعليمه الأوَّلي والإعدادي والثانوي في مدارس حماة، وحصل على شهادة دار المعلِّمين، ثم التحقَ بكلية الآداب في جامعة دمشق، ونال منها إجازة (بكالوريوس) باللغة العربية وآدابها عام 1969، ثم حصل على دبلوم الدراسات الإسلامية من معهد الدراسات الإسلامية بالقاهرة عام 1984.
عمل معلمًا لمادَّة اللغة العربية في عدد من المدارس الثانوية، وفي معهد دار المعلِّمين في حماة. ثم انتقل إلى السعودية للعمل في التعليم، ثم إلى الكويت لدى وِزارة الأوقاف والشؤون الإسلامية، فدرَّس في مدارس دور القرآن التابعة للوِزارة، وبقي فيها مدرِّسًا للغة العربية.

## شعره
بدأ ينشر قصائدَه وبعض مقالاته في الصُّحف والمجلات عام 1963. وكان عضوًا في رابطة الأدب الإسلامي العالمية، ونشرت له الرابطة عدَّة قصائد في كتاب "من الشعر الإسلامي الحديث" الصادر عن الرابطة.
وصفه عبد العزيز البابطين بقوله: «شعره تمجيد لمآثر الحضارة العربية، والمناسبات الدينية التي يختصُّ منها المولدَ الشريف بالعديد من قصائده. عاشق للطبيعة، ولمظاهرها الخلَّابة خاصَّة في الربيع. له شعر ملحمي يُسقط به أحداثَ الماضي على الحاضر، صوره تقليدية، تتوهَّج تارة، وتخبو تارة أُخرى. يتميَّز شعره بإيقاعه المُنسجم، ونسقه المتقن، ومفرداته المفعَمة بالهواجس القومية وأحلام الخلاص، يلتزم الأوزان والقوافي حسبما عرفها الأقدمون.» 

## مؤلفاته
- ملحمة بدر، مجموعة شعرية، 1972.
- من وحي المولد، قصائد خاصَّة بالمولد النبوي، 1979.
- بستان الأناشيد للبراعم، مجموعة شعرية للأطفال، 1985.
- سبع ملاحم للبطولة الخالدة، مجموعة شعرية، 1987.
- تسهيل الصَّرف، رسالة صغيرة.
- الشخصيّة العربية الإسلامية: بحث في التكوين الاجتماعي والسياسي لمفهوم الأمَّة.
- ظلال الأماني، ديوان شعر (مخطوط).

## وفاته
توفي عبد القادر أحمد حدَّاد في عمَّان، يوم الخميس 20 المحرَّم 1409هـ الموافق 1 سبتمبر (أيلول) 1988م.